# Мітя Ґаспаріні
Мітя Ґаспаріні, або Мітя Гаспаріні (словен. Mitja Gasparini; нар. 26 червня 1984, Ізола, Словенія‎) — словенський волейболіст, діагональний нападник, гравець збірної Словенії та клубу «Кальцит» із Камника.

## Життєпис
Народжений 26 червня 1984 року в м. Ізола (нині Словенія).
Грав у клубах «Autocommerce Bled» (Любляна, 2005—2009), «Іракліс» (Салоніки, 2009—2010), «Ястшембський Венґель» (2010—2011), «Мармі Лянца» (Верона, 2011—2012), «Hyundai Capital Skywalkers» (2012—2013), «Кальцедонія» (Верона, 2013—2015), «Парі Воллей» (2015—2016), «Korean Air Jumbos» (2016—2019), «Вольфдоґс» (Нагоя, 2019—2020). Із сезону 2020—2021 є гравцем словенського клубу «Кальцит» (Calcit) із Камника.
Потрапив до заявки збірної Словенії на домашню першість світу 2022 (спільно з Польщею).

### Досягнення
У збірній
- віцечемпіон Європи 2015, 2019,
- переможець Золотої Євроліги 2015[4].

Клубні
- володар Кубка Топ-команд 2007.

Особисті
- кращий подавальник Євро 2015[5]